# Jimmie Strimell

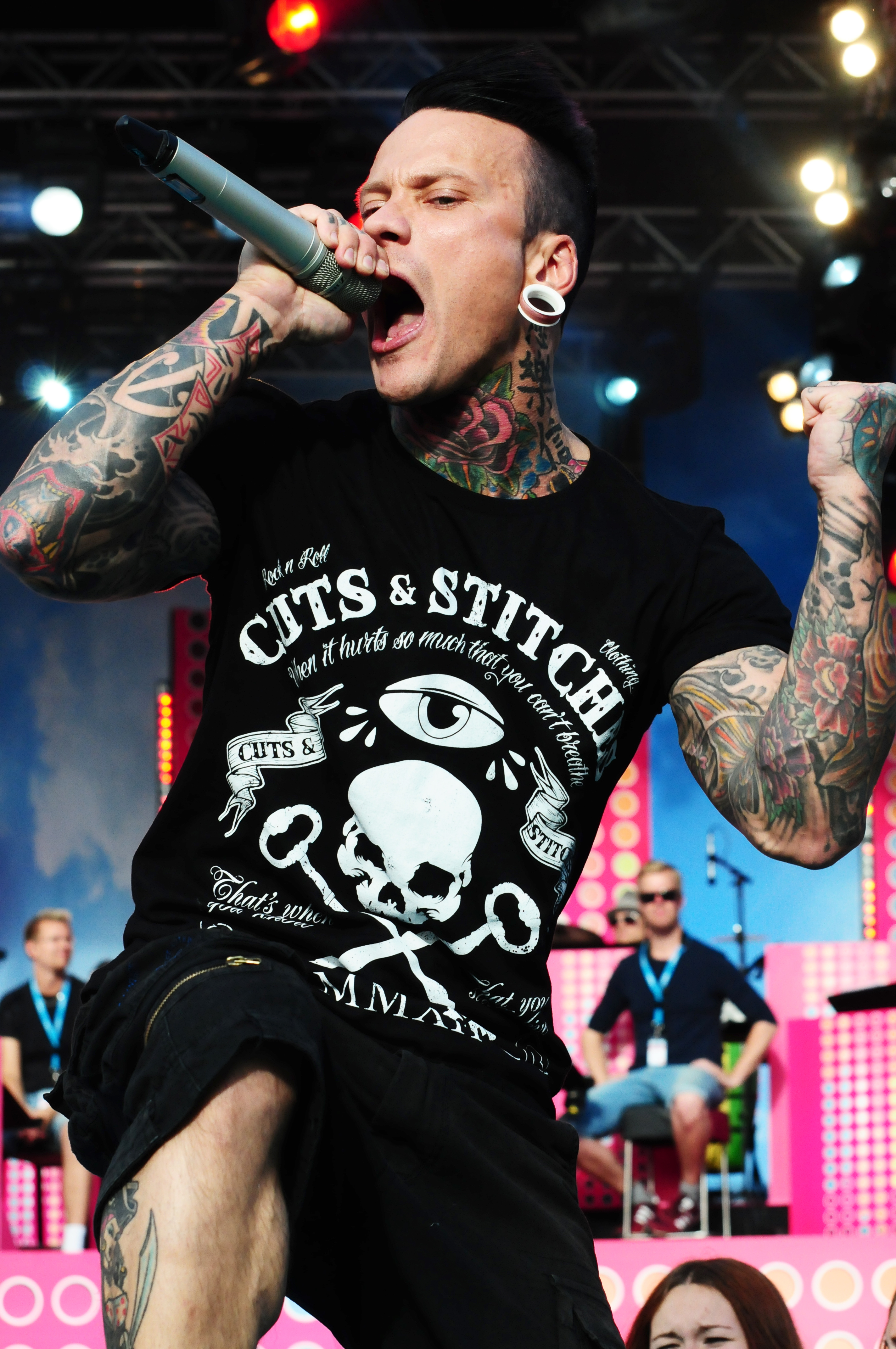
Jimmie Strimell, 2012.

Jimmie Fredrik Lothar Strimell, född 3 december 1980 i Göteborg, är en svensk sångare.
Han är medlem av bandet Vindicta men är mest känd som tidigare sångare i metalcorebandet Dead by April. Den 19 mars 2013 meddelade bandet att Strimell lämnat Dead by April. Han blev senare ersatt av Christopher Kristensen från bandet Demotional.
Han har tidigare varit medlem i banden Nightrage, My collapse, Ends with a bullet och Death Destruction.